# 원격 데스크톱 프로토콜
원격 데스크톱 프로토콜(Remote Desktop Protocol, 줄여서 RDP)은 마이크로소프트사가 개발한 사유 프로토콜로, 다른 컴퓨터에 그래픽 사용자 인터페이스를 제공하는 프로토콜이다. 이 프로토콜은 ITU-T T.128 애플리케이션 공유 프로토콜의 확장이다. 클라이언트는 윈도우 모바일을 비롯한 대부분의 마이크로소프트 윈도우 버전에 포함되어 있고, 리눅스, 유닉스, 맥 오에스 텐을 비롯한 여러 현대의 운영 체제에도 존재한다. 기본적으로 TCP 포트 3389을 사용한다.

## 버전 역사
ITU-T T.128 애플리케이션 공유 프로토콜을 기반으로 첫 버전의 RDP (버전 4.0)가 "터미널 서비스"와 함께 자사 제품 윈도우 NT 4.0 서버, 터미널 서버 에디션의 일부로서 마이크로소프트가 도입하였다.
- 버전 5.0은 윈도우 2000 서버에 도입하였고 로컬 프린터로의 인쇄를 비롯한 수많은 기능 지원을 추가하고 네트워크 대역 이용을 개선하는 것을 목표로 두었다.
- 버전 5.1은 윈도우 XP 프로페셔널에 도입하였고 24비트 색, 소리 지원을 포함하였다.
- 버전 5.2는 윈도우 서버 2003에 도입하였고 콘솔 모드 연결, 세션 디렉터리, 로컬 리소스 매핑 지원을 포함하였다. 서버 인증을 위해, 또 터미널 서버 통신의 암호화를 위해 트랜스포트 레이어 시큐리티 (TLS) 1.0을 도입하였다.[3]
- 버전 6.0은 윈도우 비스타에 도입하였고 각 프로그램에 원격으로 연결하는 기능과 윈도우 프레젠테이션 파운데이션 응용 프로그램, 다중 모니터, 대형 데스크톱 지원, TLS 1.0 연결 지원을 추가하였다.[4]
- 버전 6.1은 2008년 2월에 공개되었으며 윈도우 서버 2008과 윈도우 비스타 서비스 팩 1, 윈도우 XP 서비스 팩 3 (클라이언트 전용)에 포함되었다.
- 버전 7.0은 2009년 7월에 공개되어 윈도우 서버 2008 R2와 윈도우 7에 포함되어 있다.[5] 이와 더불어 서버 이름도 터미널 서비스에서 원격 데스크톱 서비스로 바뀌었다. 이 버전은 윈도우 미디어 플레이어 리다이렉션, 양지향성 오디오, 실질적인 멀티 모니터 지원, 에어로 글래스 지원, 강화된 비트맵 가속, 쉬운 인쇄 리다이렉션[6], 입력 도구 모음 도킹과 같은 새로운 기능이 들어 있다. RDP 7.0은 윈도우 XP SP3와 윈도우 비스타 SP1/SP2에서도 사용할 수 있다.[7] RDP 6.1 클라이언트와 RDP 7.0 클라이언트는 윈도우 서버 2003 x86과 윈도우 서버 2003 / 윈도우 XP 프로페셔널 x64 에디션에서는 동작하지 않는다. RDP 7.0 클라이언트 또한 윈도우 2000 서버를 실행하는 터미널 서버에 연결하는 기능을 지원하지 않고 있다.[8]

에어로 글래스 지원, 양지향성 오디오, 윈도우 미디어 플레이어 리다이렉션, 실질적인 다중 모니터 지원, 원격 데스크톱 쉬운 인쇄와 같은 RDP 7.0의 대부분의 기능들은 윈도우 7 엔터프라이즈나 얼티밋 에디션에서만 사용할 수 있다.

## 기능
- 32비트 색 지원. 8, 15, 16, 24비트 색도 지원한다.
- RC4 암호화 알고리즘을 사용한 128비트 암호화.
- 트랜스포트 레이어 시큐리티 지원
- 오디오 리다이렉션을 사용하여 사용자가 오디오 프로그램을 원격 데스크톱에서 실행할 수 있게 하고 로컬 컴퓨터로 리다이렉트된 사운드를 사용할 수 있게 한다.
- 파일 시스템 리다이렉션을 사용하여 터미널 세션 안에서 사용자가 자신의 로컬 파일을 원격 데스크톱에서 사용할 수 있게 한다.
- 프린터 리다이렉션을 사용하여 사용자가 로컬 프린터를 터미널 세션 안에서 사용할 수 있게 함으로써 네트워크로 공유된 프린터와 같이 작업하는 것처럼 보이게 한다.
- 포트 리다이렉션을 사용하여 터미널 세션 안에서 실행 중인 응용 프로그램들이 로컬 직/병렬 포트로 직접 접근할 수 있게 한다.
- 클립보드는 원격 컴퓨터와 로컬 컴퓨터 사이에서 공유할 수 있다.

2006년에 출시한 RDP 6.0에는 다음의 기능이 추가되었다:
- 원격 프로그램: 클라이언트 쪽에 있는 파일 종류의 통합을 제공하는 응용 프로그램
- 보이지 않는 창: 원격 응용 프로그램들은 원격 데스크톱 연결로 처리하는 클라이언트 컴퓨터 위에서 실행할 수 있다.
- 터미널 서비스 게이트웨이
- 클리어타입 글꼴 기술을 비롯한 에어로 글래스 테마 원격 지원
- 윈도우 프레젠테이션 파운데이션 응용 프로그램 원격 지원
- 장치 리다이렉션을 더 일반적인 목적으로 다시 기록함으로써 더 다양한 장치에 접근할 수 있게 한다.
- 윈도우 관리 도구를 통해 완전하게 구성할 수 있다.
- 트랜스포트 레이어 시큐리티 (TLS) 1.0을 서버와 클라이언트 종단부까지 모두 지원한다. (기본값으로 설정)
- 다중 모니터 지원.

## 같이 보기
- rdesktop
- tsclient
- VNC(Virtual Network Computing)